# Золотая осень (картина Остроухова)
«Золота́я о́сень» — пейзаж русского художника Ильи Остроухова (1858—1929), написанный в 1886 году. Принадлежит Государственной Третьяковской галерее (инв. 1467). Размер — 48,2 × 66,3 см. Замысел картины родился у Остроухова в 1885 году, когда он жил в усадьбе Абрамцево, а сюжет связан с видами, которые он наблюдал в приусадебном парке. Как и некоторые другие картины Остроухова, «Золотая осень» может быть отнесена к «пейзажу настроения».
Полотно «Золотая осень» было представлено на 15-й выставке Товарищества передвижных художественных выставок («передвижников»), открывшейся в феврале 1887 года в Санкт-Петербурге. В том же году его приобрёл у автора коллекционер и меценат Павел Третьяков. Пейзаж Остроухова получил хорошие оценки посетителей передвижной выставки, а также критиков, среди которых были Павел Ковалевский и Владимир Стасов.
Художник и критик Александр Бенуа ставил картину «Золотая осень» в ряд произведений, являющихся «самыми близкими и по духу, и по времени предшественниками Левитана». Искусствовед Фаина Мальцева отмечала, что полотно Остроухова продемонстрировало «успехи в живописи и, главное, самостоятельность молодого пейзажиста». Обсуждая «Золотую осень», искусствовед Виталий Манин отмечал декоративность живописи, достигнутую «благодаря активному цвету», и то, что она «упрочена добросовестным описанием предметного ощущения, то есть чисто натурным подходом к теме».

## История

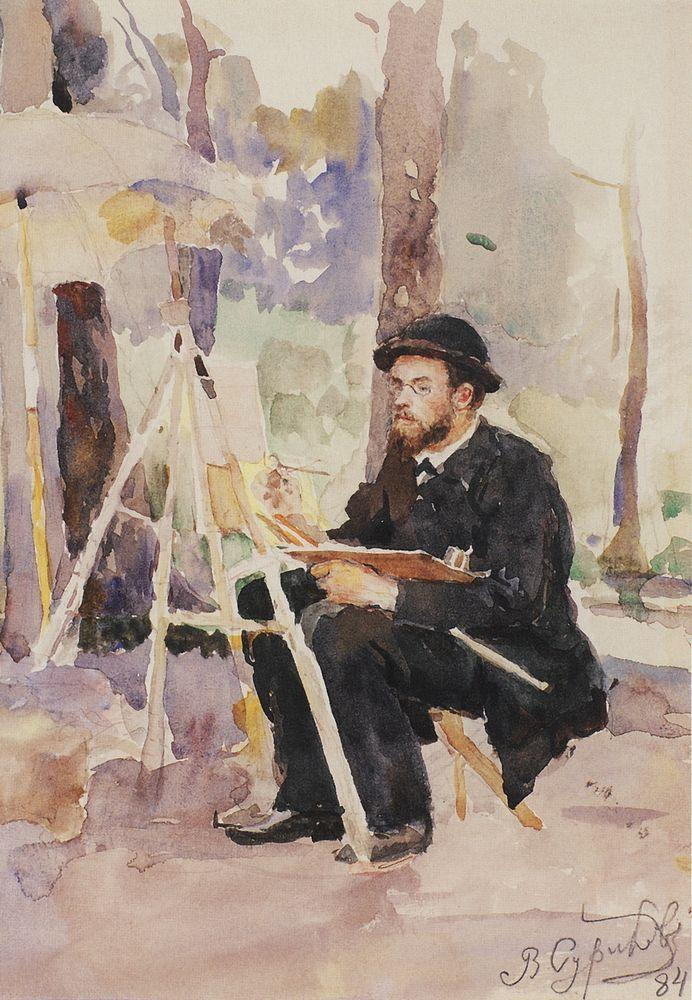
В. И. Суриков. Художник за мольбертом — И. С. Остроухов (бумага, акварель, графитный карандаш, 1884, ГТГ)

Илья Остроухов систематического художественного образования не получил. В 1880 году, решив заняться изобразительным искусством, он стал брать уроки у пейзажиста Александра Киселёва. В 1881—1882 годах Остроухов принимал участие в воскресных рисовальных вечерах у Ильи Репина, а затем, в 1882—1884 годах, обучался в Санкт-Петербурге в частной мастерской Павла Чистякова. В 1886 году Остроухов был вольнослушателем Московского училища живописи, ваяния и зодчества. Помимо этого, он пользовался советами художников Василия Поленова и Ивана Шишкина.
В 1874 году Остроухов познакомился с предпринимателем и меценатом Саввой Мамонтовым, а с 1880 года стал участвовать в деятельности Абрамцевского художественного кружка, созданного при подмосковной усадьбе Мамонтова. С 1884 года картины Остроухова экспонировались на выставках Московского общества любителей художеств (МОЛХ), а в 1886 году состоялся его дебют на выставках передвижников — на 14-й выставке Товарищества передвижных художественных выставок (ТПХВ) экспонировался его пейзаж «Последний снег» (нынешнее местонахождение неизвестно), также известный под названиями «Весна» и «Ранняя весна».

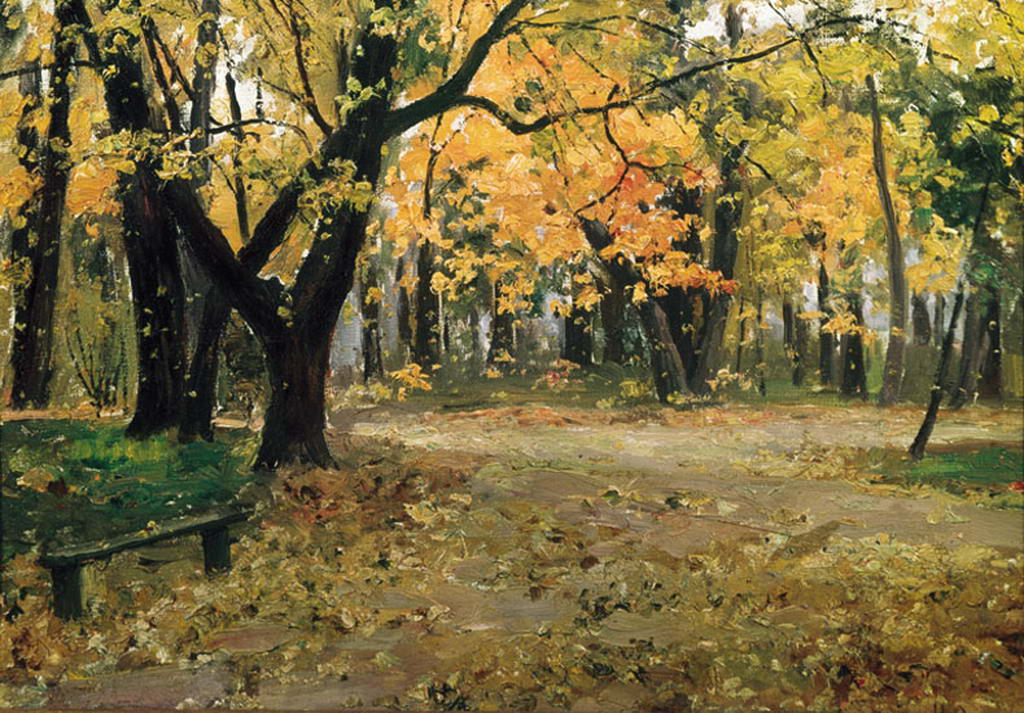
Осень в Абрамцевском парке (холст, масло, 32 × 46 см, 1887, Абрамцево)

Замысел картины «Золотая осень» относится к 1885 году. В тот период Остроухов проводил много времени в усадьбе Абрамцево, владельцем которой был Савва Мамонтов. По-видимому, сюжет полотна связан с видами, которые художник наблюдал в приусадебном парке. Именно там в 1885 году был написан этюд к будущей картине, а над самим полотном художник работал зимой 1885—1886 годов. К серии осенних пейзажей Остроухова также относятся его более поздние работы — «Осень в Абрамцевском парке» (1887), «Вечер» (1887—1888) и «Поздняя осень» (1888).
Картина «Золотая осень» была представлена на 15-й выставке Товарищества передвижных художественных выставок, открывшейся в Санкт-Петербурге 25 февраля 1887 года, а в апреле того же года переехавшей в Москву. Поскольку в то время Остроухов ещё не был полноправным членом ТПХВ, его картина, как и произведения других экспонентов, должна была пройти через конкурсный отбор. Сам художник скептически относился к вероятности попадания «Золотой осени» на выставку — в письме к Виктору Васнецову он сообщал: «…я кончаю свою картину почти с уверенностью, что её не примут на Передвижную[,] и знаю даже мотивы почему: скажут, что она больше похожа на этюд, чем на картину. Всё же повезу её в Питер — что будет, то будет». Тем не менее пейзаж Остроухова был принят на выставку и получил хорошие оценки посетителей, а также критиков, среди которых были Павел Ковалевский и Владимир Стасов.
В том же году картина была приобретена у автора Павлом Третьяковым. По словам искусствоведа Софьи Кудрявцевой, «для молодого живописца это было вдвойне важно — Третьяков и вместе с ним все ценители русского искусства признали в Остроухове подлинный талант и самобытность».

## Описание
На картине изображены клёны и другие деревья (липы и дубы), покрытые жёлтой осенней листвой. Справа на переднем плане находятся два раскидистых дерева, через листву которых, «словно сквозь золотистую сетку», просвечивают более удалённые планы пейзажа. Вверх, к веткам больших деревьев, тянутся начинающие желтеть побеги. В левой части картины видна тропинка, за которой расположена «группа деревьев с корявыми стволами и большими кронами». Тёмные стволы деревьев написаны «весомо и материально», а яркие кленовые листья, тщательно выписанные художником, придают картине нарядный вид.

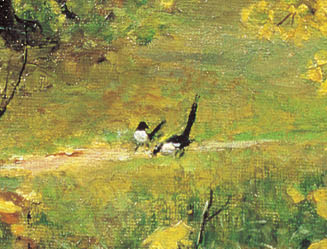
Сороки (деталь картины)

На тропинке находятся две сороки, чёрно-белое оперение которых выделяется на фоне цветов осеннего леса и подчёркивает пространственный эффект. По мнению искусствоведа Виталия Манина, сороки представляют собой «бытовой» элемент, который «придаёт картине особую задушевность, характер интимного человеческого переживания». Изначально птиц на пейзаже не было, и они были внесены туда по предложению художника Валентина Серова, близкого друга Остроухова. Есть даже предположение, что Серов написал птиц сам — оно основано на фразе из письма Серова к Остроухову от 18 декабря 1888 года, в котором тот, перечисляя свои произведения в галерее Третьякова, добавил: «нет! ещё сороки». В примечании к письму написано: «Видимо, Серов упоминает некоторые детали в картинах приятелей, которые он написал по их просьбе. Наверное, к таковым относятся и сороки в „Золотой осени“ Остроухова».
Для того, чтобы сфокусировать внимание зрителя на сверкающем золотом лиственном уборе, Остроухов пользуется опытом импрессионистов («композиционная фрагментарность»), а также собственной фотографической практикой («стоп-кадровая остановка мгновения»). Лиственный убор главенствует в композиции и превращается в «метафору календарной поры»: опадающие жёлтые листья символизируют движение времени — переход от цветущей красоты к угасающему блеску, «неизбежность конца праздника».
Цветовая гамма картины насыщена жёлто-оранжевыми тонами с усиленной огненностью красок — «живопись жёлтым по жёлтому трудна, но Остроухов тонко нюансирует желтизну световыми оттенками». В центральной части картины лиственный убор «„пылает“ всеми золотистыми и багряными оттенками», но по мере приближения к краям полотна он ослабевает и блёкнет, становится более холодным.
Как и некоторые другие картины Остроухова, «Золотая осень» может быть отнесена к «пейзажу настроения», наиболее известными представителями которого в русской живописи были Исаак Левитан и Алексей Саврасов.

## Этюды

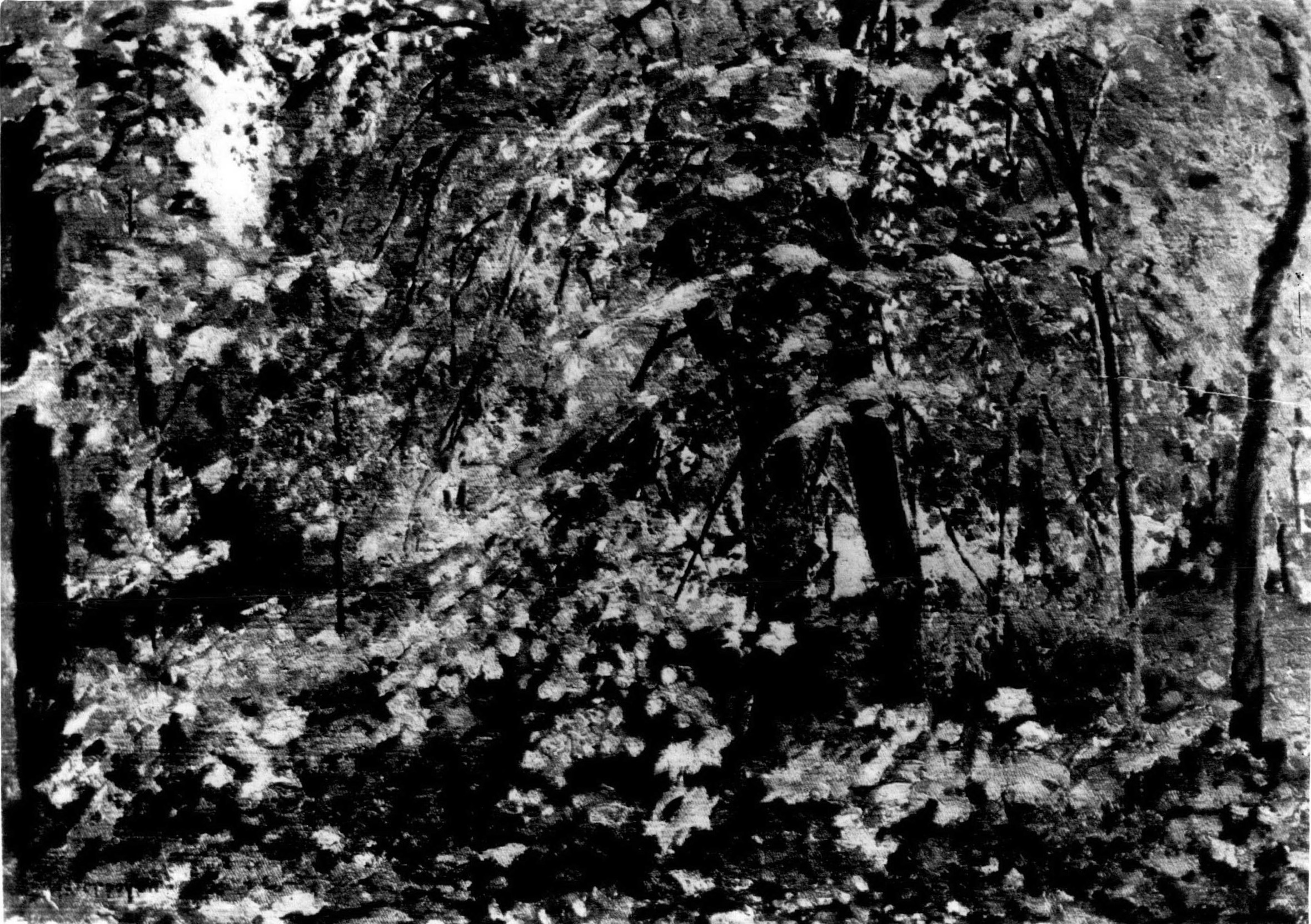
Золотая осень (этюд, холст, масло, 34 × 47.7 см, 1885)

В каталоге Государственной Третьяковской галереи упоминается написанный в 1885 году этюд для картины «Золотая осень», под названием «Осень», который хранится в Национальном художественном музее Республики Беларусь. В более ранней литературе есть информация об этюде «Золотая осень», или «Осень» (холст, масло, 34 × 47,7 см, 1885), из собрания Д. Я. Черкеса (Москва). Изображение, представленное на этюде, соответствует правой и средней частям картины. По словам Юрия Русакова, «этюд привлекает своей непосредственностью и свежестью»; по сравнению с картиной, «всё здесь как бы приближено к зрителю и написано шире, свободнее».
Также встречаются упоминания других этюдов Остроухова — «Золотая осень» (холст, масло, 1885, из собрания Н. М. Молевой, Москва) и «Этюд осени» (холст, масло, 1886, из архива РГАЛИ).

## Отзывы и критика
В статье «Выставка передвижников», опубликованной в номере «Новостей и Биржевой газеты» от 1 марта 1887 года, критик Владимир Стасов дал оценку ряду представленных на выставке пейзажей. В частности, он писал, что «у экспонентов Первухина и Остроухова также выставлены были очень милые этюды: „Золотая осень“ и „Осень на исходе“».

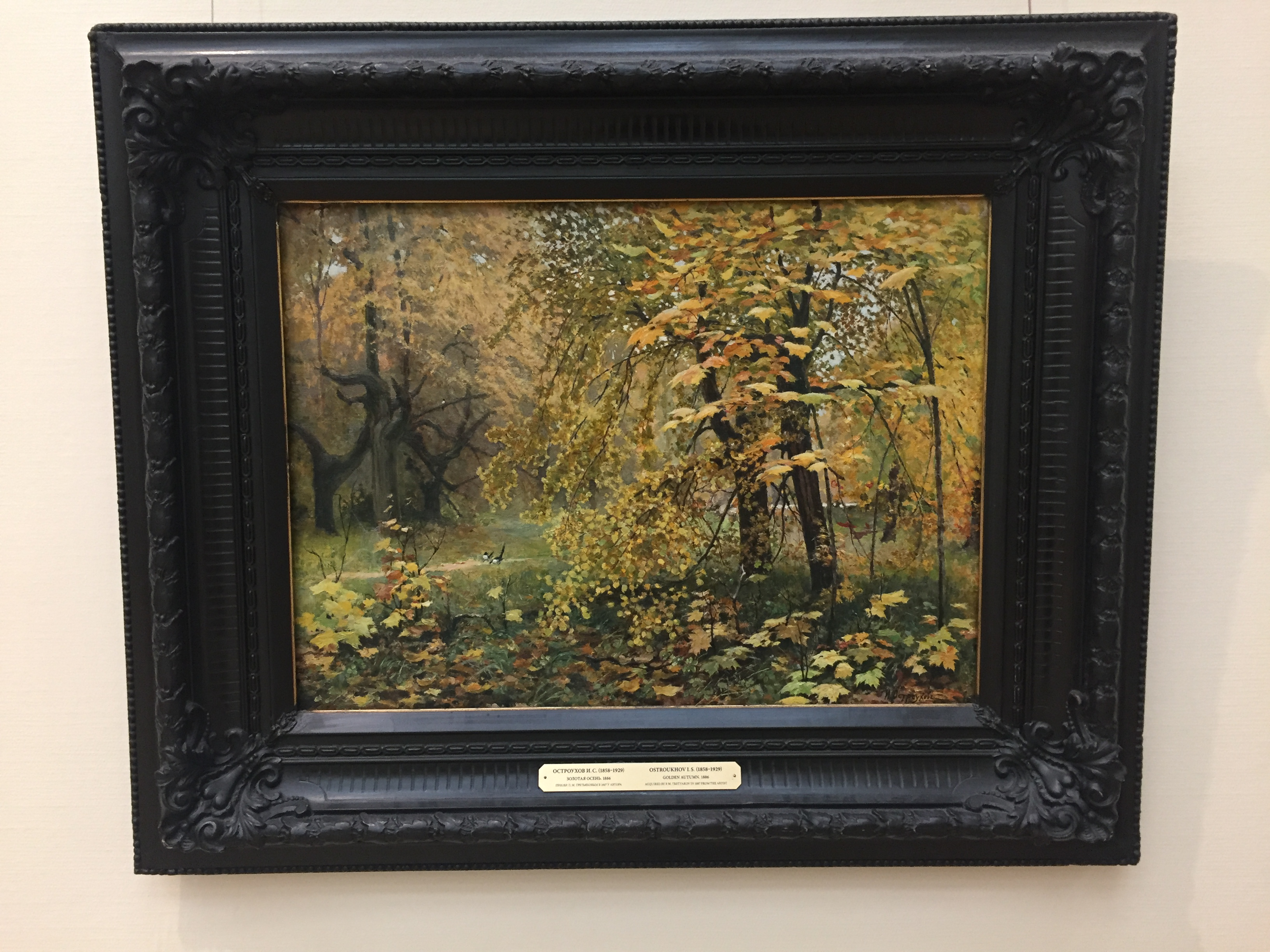
Картина «Золотая осень» в ГТГ

В обзоре, опубликованном в апреле 1887 года в журнале «Русская мысль», писатель Павел Ковалевский, обсуждая важность правильного выбора колорита картины, писал: «Как прелестна в этом отношении „Золотая осень“ г. Остроухова! В ней золото листьев клёна — действительно золото, и весь золотой мотив этюда горит красками действительно золотой осенней рощи».
В книге «История русской живописи в XIX веке», первое издание которой вышло в свет в 1901 году, художник и критик Александр Бенуа писал: «В 1887 году в первый раз обратил на себя серьёзное внимание Остроухов своими замечательными картинами „Золотая осень“ и „Весна“, являющимися самыми близкими и по духу, и по времени предшественниками Левитана».
По мнению искусствоведа Фаины Мальцевой, созданное в 1886 году полотно «Золотая осень» продемонстрировало «успехи в живописи и, главное, самостоятельность молодого пейзажиста». По словам Мальцевой, в основе картины Остроухова «много пристального наблюдения натуры», в этом произведении художнику удалось передать «ощущение света, воздуха и пространства, заполненного в основном раскинувшимися кронами пожелтевших осенних клёнов». В то же время Мальцева отмечала, что пейзажу Остроухова «свойственна ещё некоторая разобщённость, которая вредит цельности художественного образа».
Искусствовед Юрий Русаков называл «Золотую осень» одним из наиболее значительных произведений Остроухова 1880-х годов. По словам Русакова, изображённый на картине пейзаж представляет собой «целостный образ осеннего леса»: он «согрет большим горячим чувством художника», а «в зелёной траве и золотой чаще деревьев есть дыхание жизни».
По мнению искусствоведа Виталия Манина, такие картины Остроухова, как «Золотая осень» и «Первая зелень», «говорят о чуткости художника к дыханию природы». Манин отмечал ощущение естественности «Золотой осени», возникающее за счёт кажущейся случайности вида, запечатлённого на полотне. Обсуждая «Золотую осень», Манин также писал о декоративности живописи, достигнутой «благодаря активному цвету», и о том, что она «упрочена добросовестным описанием предметного ощущения, то есть чисто натурным подходом к теме».